# گروه پی‌کی‌سی
گروه پی‌کی‌سی (انگلیسی: PKC Group) شرکت الکترونیک فنلاندی است، که در سال ۱۹۶۹ تأسیس شد.